# ويليام كرامر
ويليام كرامر (بالإنجليزية: William Kramer)‏ هو منافس ألعاب قوى أمريكي، ولد في 23 يناير 1884 في ميلفيل في الولايات المتحدة، وتوفي في 29 فبراير 1964 في نيويورك في الولايات المتحدة.

## وصلات خارجية
- ويليام كرامر على موقع أوليمبيديا (الإنجليزية)